# جوزف ان. دولف
جوزف نورتن دولف (به انگلیسی: Joseph Norton Dolph) سناتور سابق عضو حزب جمهوری‌خواه ایالات متحده آمریکا بود. وی در سال ۱۸۸۳ تا ۱۸۹۵ میلادی سناتور ایالت اورگن در سنای ایالات متحده آمریکا بود.